# ZNF705E
ZNF705E (англ. Zinc finger protein 705E) – білок, який кодується однойменним геном, розташованим у людей на 12-й хромосомі. Довжина поліпептидного ланцюга білка становить 300 амінокислот, а молекулярна маса — 34 697.
| 10         |  | 20         |  | 30         |  | 40         |  | 50         |
| ---------- |  | ---------- |  | ---------- |  | ---------- |  | ---------- |
| MHSLKKVTFE |  | DVAIDFTQEE |  | WAMMDTSKRK |  | LYRDVMLENI |  | SHLVSLGYQI |
| SKSYIILQLE |  | QGKELWQEGR |  | EFLQDQNPDR |  | ESALKKTHMI |  | SMHPIIRKDA |
| PTSMTMENSL |  | ILEDPFECND |  | SGEDCTHSST |  | IIQCLLTHSG |  | KKPYVSKQCG |
| KSLSNLLSPK |  | PHKQIHTKGK |  | SYQCNLCEKA |  | YTNCFHLRRP |  | KMTHTGERPY |
| TCHLCRKAFT |  | QCSHLRRHEK |  | THTGERPYKC |  | HQCGKAFIQS |  | FNLRRHERTH |
| LGEKWYECDN |  | SGKAFSQSSG |  | FRGNKIIHTG |  | EKPHACLLCG |  | KAFSLSSDLR |
|            |  |            |  |            |  |            |  |            |

A: Аланін

C: Цистеїн

D: Аспарагінова кислота

E: Глутамінова кислота

F: Фенілаланін

G: Гліцин

H: Гістидин

I: Ізолейцин

K: Лізин

L: Лейцин

M: Метіонін

N: Аспарагін

P: Пролін

Q: Глутамін

R: Аргінін

S: Серин

T: Треонін

V: Валін

W: Триптофан

Білок має сайт для зв'язування з іонами металів, іоном цинку. 